# أوك بارك (إلينوي)
أوك بارك (بالإنجليزية: Oak Park)‏ هي مدينة، ضاحية و قرية تقع في الولايات المتحدة في إلينوي. يقدر عدد سكانها بـ 51,878 نسمة .

## التركيبة السكانية
حدّد مكتب تعداد الولايات المتحدة بيانات التركيبة السكانية لأوك بارك في تعداد الولايات المتحدة. في ما يلي، التركيبة السكانية حسب تعدادي 2000 و2010.

### تعداد عام 2000
بلغ عدد سكان أوك بارك 52,524 نسمة بحسب تعداد عام 2000، وبلغ عدد الأسر 23,079 أسرة وعدد العائلات 12,980 عائلة مقيمة في القرية. في حين سجلت الكثافة السكانية 4,315.9 نسمة لكل كيلومتر مربع (11,178.1/ميل2). وبلغ عدد الوحدات السكنية 23,723 وحدة بمتوسط كثافة قدره 1,949.3 لكل كيلومتر مربع (5,048.7/ميل2).
وتوزع التركيب العرقي للقرية بنسبة 68.78% من البيض و22.44% من الأمريكيين الأفارقة و0.15% من الأمريكيين الأصليين و4.15% من الأمريكيين ذوي الأصول الآسيوية و0.03% من سكان جزر المحيط الهادئ و1.63% من الأعراق الأخرى و2.82% من عرقين مختلطين أو أكثر و4.52% من الهسبانيون أو اللاتينيون من أي عرق.
بلغ عدد الأسر 23,079 أسرة كانت نسبة 31.3% منها لديها أطفال تحت سن الثامنة عشر تعيش معهم، وبلغت نسبة الأزواج القاطنين مع بعضهم البعض 42.1% من أصل المجموع الكلي للأسر، ونسبة 11.6% من الأسر كان لديها معيلات من الإناث دون وجود شريك،  بينما كانت نسبة 2.5% من الأسر لديها معيلون من الذكور دون وجود شريكة وكانت نسبة 43.8% من غير العائلات. تألفت نسبة 37% من أصل جميع الأسر من عدة أفراد يعيشون في نفس المنزل ونسبة 8.6% كانت تتألف من شخص يعيش بمفرده يبلغ من العمر 65 عاماً أو أكثر. وبلغ متوسط حجم الأسرة المعيشية 2.26، أما متوسط حجم العائلات فبلغ 3.06.
بلغ العمر الوسطي للسكان 36.0 عاماً. وكانت نسبة 24.2% من القاطنين تحت سن الثامنة عشر، وكانت نسبة 6.7% بين الثامنة عشر والرابعة والعشرين عاماً، ونسبة 35% كانت واقعةً في الفئة العمرية ما بين الخامسة والعشرين والرابعة والأربعين عاماً، ونسبة 24.2% كانت ما بين الخامسة والأربعين والرابعة والستين، ونسبة 9.1% كانت ضمن فئة الخامسة والستين عاماً فما فوق. يوجد لكل 100 أنثى 86.5 ذكر، ويوجد لكل 100 أنثى في الثامنة عشر من عمرها فما فوق 81.7 ذكر.
بلغ متوسط دخل الأسرة في القرية 59,183 دولارًا، أما متوسط دخل العائلة فبلغ 81,703 دولارًا. وكان متوسط دخل الذكور 51,807 دولارًا مقابل 40,847 دولارًا للإناث. وسجل دخل الفرد الخاص بالقرية 36,340 دولارًا. وكانت نسبة 3.6% من العائلات ونسبة 5.6% من السكان تحت خط الفقر، وكان من هؤلاء نسبة 6% تحت سن الثامنة عشر ونسبة 7.9% في الخامسة والستين من العمر وما فوق.

### تعداد عام 2010
بلغ عدد سكان أوك بارك 51,878 نسمة بحسب تعداد عام 2010، وبلغ عدد الأسر 22,670 أسرة وعدد العائلات 13,037 عائلة مقيمة في القرية. في حين سجلت الكثافة السكانية 4,262.8 نسمة لكل كيلومتر مربع (11,040.6/ميل2). وبلغ عدد الوحدات السكنية 24,519 وحدة بمتوسط كثافة قدره 2,014.7 لكل كيلومتر مربع (5,218.0/ميل2).
وتوزع التركيب العرقي للقرية بنسبة 67.70% من البيض و21.65% من الأمريكيين الأفارقة و0.18% من الأمريكيين الأصليين و4.84% من الأمريكيين ذوي الأصول الآسيوية و0.03% من سكان جزر المحيط الهادئ و2.01% من الأعراق الأخرى و3.59% من عرقين مختلطين أو أكثر و6.79% من الهسبانيون أو اللاتينيون من أي عرق.
بلغ عدد الأسر 22,670 أسرة كانت نسبة 31% منها لديها أطفال تحت سن الثامنة عشر تعيش معهم، وبلغت نسبة الأزواج القاطنين مع بعضهم البعض 42.7% من أصل المجموع الكلي للأسر، ونسبة 12.2% من الأسر كان لديها معيلات من الإناث دون وجود شريك،  بينما كانت نسبة 2.6% من الأسر لديها معيلون من الذكور دون وجود شريكة وكانت نسبة 42.5% من غير العائلات. تألفت نسبة 36.2% من أصل جميع الأسر من عدة أفراد يعيشون في نفس المنزل ونسبة 9.5% كانت تتألف من شخص يعيش بمفرده يبلغ من العمر 65 عاماً أو أكثر. وبلغ متوسط حجم الأسرة المعيشية 2.27، أما متوسط حجم العائلات فبلغ 3.04.
بلغ العمر الوسطي للسكان 38.9 عاماً. وكانت نسبة 24.1% من القاطنين تحت سن الثامنة عشر، وكانت نسبة 6.2% بين الثامنة عشر والرابعة والعشرين عاماً، ونسبة 29.6% كانت واقعةً في الفئة العمرية ما بين الخامسة والعشرين والرابعة والأربعين عاماً، ونسبة 29.4% كانت ما بين الخامسة والأربعين والرابعة والستين، ونسبة 10.7% كانت ضمن فئة الخامسة والستين عاماً فما فوق. وتوزع التركيب الجنسي للسكان بنسبة 46.4% ذكور و53.6% إناث.

## أعلام
- بيتي وايت
- راي كروك
- كارل روجرز
- جون ستورجس
- جيم برايس
- سام جيانكانا
- بوب نيوهارت
- تشيت أ. وين
- لويز هاي
- هيو إدواردز